# Betonovo
Betonovo – wieś w Słowenii, w gminie Sodražica. W 2018 roku liczyła 4 mieszkańców.